# Тарбушево
Тарбушево (рос. Тарбушево) — село у Озерському районі Московської області Російської Федерації

## Розташування
Село Тарбушево входить до складу міського поселення Озьори, воно розташовано на березі Оки. Найближчі населені пункти Комарево, Александровка. Найближча залізнична станція Озьори.

## Населення
Станом на 2010 рік у селі проживала 651 людина